# Равнинен хофер
Равнинният хофер (Geomys bursarius) е вид бозайник от семейство Гоферови (Geomyidae).

## Разпространение и местообитание
Разпространен е в Канада и САЩ.